# Phare de la Pointe aux Barques

Le phare de la Pointe aux Barques (en anglais : Point aux Barques Light), est un phare de la rive ouest du lac Huron, situé dans le Lighthouse County Park , près de Port Hope dans le Comté de Huron, Michigan.
Ce phare est inscrit au Registre national des lieux historiques depuis le 20 mars 1973 sous le n° 73000949  et au Michigan State Historic Preservation Office.

## Historique
«Pointe aux Barques» signifie «Point of Little Boats», le nom des hauts-fonds peu profonds et des récifs qui se cachent sous ces vagues, présentant un danger pour les bateaux lorsqu'ils abordent la baie de Saginaw par le sud. Un phare avait été établi à l'embouchure de la rivière Saginaw dès 1841, mais le voyage vers la baie de Saginaw exigeait de s'écarter du récif de la Pointe aux Barques.
Un autre phare devait être construit près du point le plus au nord-ouest de Pointe aux Barques, mais il a finalement été construit à environ 7,2 km à l'est/sud-est dans ce qui est maintenant le canton de Huron.
Le président James K. Polk s'est approprié 5.000 $ pour construire le premier phare le 3 juillet 1847. Il a été allumé pour la première fois pour la saison de navigation de 1848. La tour était mal construite et dut être remplacée après seulement 10 ans.
Le phare actuel de 1857 est une tour conique en briques blanches. Il a été équipé d'une lentille de Fresnel du troisième ordre rotative fournissant un flash toutes les deux minutes visible jusqu'à 14 milles marins (26 kilomètres) sur le lac. La tour est attachée à un logement de gardien de briques de 2 étages par un passage de brique correspondant.
Cette nouvelle tour d'éclairage plus haute a aidé à éloigner les navires du récif dangereux, mais des épaves ont continué de se produire. En 1875, une station de l'United States Life-Saving Service a été construite juste au sud du phare. Une maison de gardien adjoint a été ajoutée en 1908 et la lumière a été transformée en lampe à vapeur incandescente en 1914. Le changement a augmenté la portée des lumières à 18 miles (29 km) et une protection supplémentaire a été ajouté en 1918 avec l'ajout d'une bouée à cloche éclairée à environ deux milles  au large des côtes à la fin de la pointe.
L'électrification est arrivée à Point aux Barques en 1932 et l'ampoule à incandescence dans l'objectif du troisième ordre a fourni une puissance de 120.000 candelas. Le signal a été encore amélioré vers 1950 avec le retrait de la lentille de Fresnel et l'installation d'une balise aérodynamique DCB-224 rotative d'une puissance de 1.000.000 de candelas.

### Pointe aux Barques aujourd'hui
La tour de 1857 et la maison des gardiens attachés restent intacts, ainsi que la maison du gardien adjoint de 1908 et une maison ronde en fer forgé. La maison du gardien abrite un musée dont une pièce contient des souvenirs du phare, son histoire et des gardiens. De nombreux documents et photos originaux sont exposés. Une autre salle interprète les nombreuses épaves de navires qui se trouvent sous les eaux locales.
Après l'automatisation, le terrain du phare a été remis au comté de Huron. Le transfert a été achevé en juin 2003. La tour est une aide active à la navigation et n'est pas ouverte au public. Un terrain de camping a été établi près du phare dans la zone où se trouvait une station du service de sauvetage des États-Unis (USLSS) en 1876.
Un groupe d'étudiants de l'université de l'Ouest du Michigan a effectué une fouille archéologique sur le site en 2003. Ils ont mis au jour des preuves d'une structure de phare des années 1840 qui a précédé le bâtiment de 1857.
La Pointe aux Barques Lighthouse Society (PaBLS) , fondée en 2002, se consacre à la préservation et à la restauration du phare et du musée situés à l'intérieur.
En 2008, un projet de restauration historique extérieure a été mené à bien par e National Restoration, Inc.

## Description
Le phare  est une tour conique en brique, avec galerie et lanterne octogonale, de 27 m de haut, attachée à une maison de gardien. Le bâtiment est peint en blanc et le toit de la lanterne est rouge.
Il émet, à une hauteur focale de 28 m, deux brefs flashs blancs de 0.2 seconde, espacés de 4.8 secondes, par période de 20 secondes. Sa portée est de 28 milles nautiques (environ 52 km).

## Caractéristiques dufeu maritime
Fréquence : 20 secondes (W)
- Lumière : 0.2 seconde
- Obscurité : 4.8 secondes
- Lumière : 0.2 seconde
- Obscurité : 14.8 secondes

Identifiant : ARLHS : USA-615 ; USCG :  7-10210 .

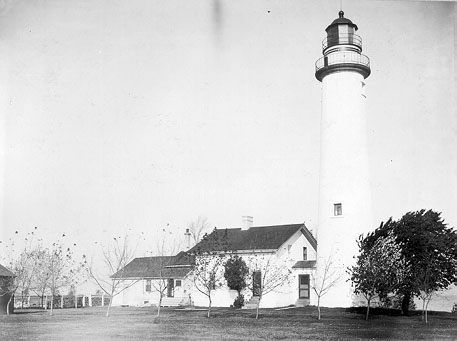
Le phare (photo USCG)
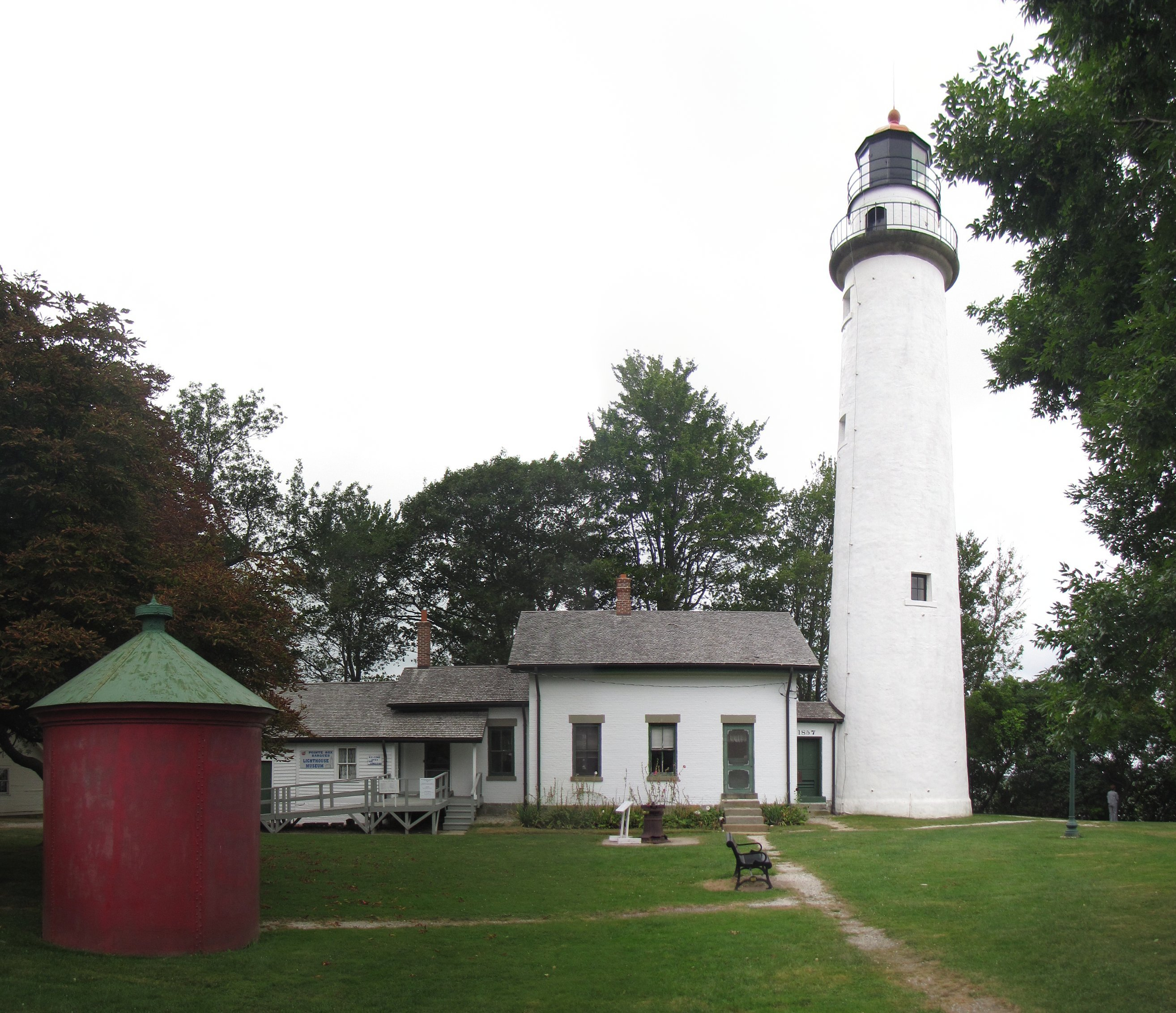
Le phare

### Lien connexe
- Liste des phares au Michigan